# David George Kendall
Ne doit pas être confondu avec Maurice Kendall, statisticien britannique
David George Kendall (né le 15 janvier 1918 à Ripon, Yorkshire, mort le 23 octobre 2007 à Cambridge ), est un statisticien britannique et est un des spécialistes mondiaux de l'application du calcul des probabilités à l’analyse des données et aux processus stochastiques. Il est passé à la postérité pour la notation de Kendall qu'il a introduite dans le domaine des files d'attente.

## Biographie
Kendall étudie au Queen´s College, où il obtient son master en 1943. À l'origine, il veut devenir astrophysicien, et publie un article en 1938 dans le Zeitschrift für Astrophysik, qui lui vaut une bourse d'études. Il se tourne ensuite vers l’analyse abstraite, une branche des mathématiques pures, à laquelle il a été initié par la lecture de Hardy, et qu'il a apprise de U. Haslam-Jones et d’Edward Charles Titchmarsh. 
Pendant la Seconde Guerre mondiale, il est affecté au centre de recherches balistiques d’Aberforth au Pays de Galles, et y travaille à l'exploitation statistique des données sous la direction de William Cook puis de Louis Rosenhead. Il y côtoie notamment les scientifiques Robert Alexander Rankin, Maurice Bartlett et Francis Anscombe. 
En 1946, il obtient le titre de Fellow de Magdalen College (Oxford) et est ainsi maître de conférences à l'Université d'Oxford. En 1952-53, il part enseigner à l'Université de Princeton aux États-Unis. Cette expérience lui permet de rencontrer le monde académique étasunien, et il fait notamment la connaissance des mathématiciens et statisticiens William Feller, John W. Tukey, Joseph Leo Doob et Mark Kac. 
En 1962, il quitte le Magdalen Colledge pour la chaire de statistique mathématique à l’Université de Cambridge et est admis comme Fellow du Churchill College. Il est en outre directeur du Statistical Laboratory de Cambridge jusqu'en 1973, date à laquelle il laisse la place à Peter Whittle. Il est enfin élevé au rang de professeur émérite en 1985 par Cambridge, puis en 1989 par Magdalen College.

## Travaux
Kendall se consacre surtout à la théorie des files d'attente (qu'il aborde au début des années 1950 par le biais de chaînes de Markov), aux processus stochastiques et à la géométrie stochastique. Il introduit notamment la notation GI/G/1 en théorie des files d'attentes : cette notation est ensuite appelée notation de Kendall. 
Avec Harry Reuter, il développe au cours des années 1950 la théorie des processus de Markov à temps continu à nombre d'états infini, ainsi que la théorie des semi-groupes d'opérateurs, qui lui permet de mettre en évidence les limites d'application des équations différentielles de Kolmogorov pour ces processus, et même d'anticiper de peu la conclusion de Kolmogorov, Doob etc., ainsi que le théorème de Hille-Yosida[réf. souhaitée]. En 1954, Kendall et Reuter prononcent une conférence décisive à l'ICM d'Amsterdam concernant cette théorie.
En parallèle de ses travaux théoriques, il étudie aussi des questions appliquées : il contribue à l'étude statistique des épidémies, s'intéresse au temps moyen de retour des comètes du système Solaire, applique les statistiques à l’archéologie (notamment en travaillant sur la datation des strates archéologiques, inspiré par les travaux de l'égyptologue Flinders Petrie), effectue l'analyse des données des registres d'État-civil, s'intéresse à la théorie des barrages en terre et à la démographie. 

## Prix et distinctions
Kendall est élu en 1964 membre (Fellow) de la Royal Society, qui lui accorde la Médaille Sylvester en 1976, et fait partie de son conseil d’administration de 1967 à 1969 puis en 1982-83. 
La Royal Statistical Society récompense ses recherches par la médaille d'or Guy en 1981. En 1980, l'Université de Princeton lui décerne le Prix Samuel Wilks. 
De 1972 à 1974, il est président de la London Mathematical Society, qui lui décerne plus tard le Prix Whitehead Senior (1980) et la Médaille De Morgan (1989). En 1975, il est président de la Bernoulli Society for Mathematical Statistical and Probability. En 1982, il préside la Section de Mathématiques et de Physique de la British Association for the Advancement of Science. 
Il est par ailleurs membre de l'Académie des sciences de Roumanie (1992) et est docteur honoris causa de nombreuses universités.

## Vie privée
Kendall épouse Diana Fletcher en 1952, qui lui donne six enfants, dont le mathématicien Wilfrid Kendall et la journaliste Bridget Kendall. Kendall est lié d'amitié avec le statisticien polonais Jerzy Neyman.

## Écrits
- Frank Roy Hodson, D. G. Kendall, Petre Tăutu et Royal Society, Mathematics in the archaeological and historical sciences: proceedings of the Anglo-Romanian Conference, Mamaia, 1970,, Edinburgh University Press, 1971 (ISBN 0-85224-213-1 et 978-0-85224-213-1, OCLC 286974, lire en ligne).
- (en coll. avec E.F. Harding) Stochastic Analysis, Wiley 1973 (avec une annexe: An introduction to stochastic analysis, p. 3-43)
- (en coll. avec E. F. Harding) Stochastic Geometry, Wiley 1974
- (en coll. avec D. Barden, T.K. Carne et H. Le) Shape and Shape Theory, Wiley 1999
- Some problems and methods in statistical archeology, in World Archeology vol.1, 1969, p. 68-76
- Some problems in the theory of comets, sowie The distribution of energy perturbations for Halley´s and some other comets, in Jerzy Neyman (éd.), Proceedings of the 4. Berkeley Symposium on Mathematical Statistica and Probability, 1961
- Stochastic processes occuring in the theory of queues and their analysis by the method of the imbedded Markov chain, Annals Math.Statistics vol. 24, 1953, p. 338-354
- Some problems in the theory of queues, J.Royal Statistical Society B, vol.13, 1951, p. 151-173